# Викторина
Виктори́на — игра, заключающаяся в ответах на устные или письменные вопросы из различных областей знания.
Викторины в основном отличаются друг от друга правилами, определяющими очерёдность хода, типы и сложность вопроса, порядок определения победителей, вознаграждение за правильный ответ.
Существуют настольные викторины с заранее подготовленными вопросами. Очень часто на рынке настольных игр одновременно представлено несколько версий одной и той же игры, различающихся набором (часто уровнем сложности) вопросов. Встречаются также дополнительные наборы вопросов, продающихся отдельно от игры.

## Происхождение названия
Слово викторина появилось в 1928 году в журнале «Огонёк»: известный советский журналист и писатель Михаил Кольцов так озаглавил подборки, включающие в себя вопросы, шарады, ребусы и т. п. Готовил эту развлекательную полосу некто Виктор Микулин, сотрудник журнала. От имени Виктор и последних букв фамилии и сложилось слово викторина.
Впоследствии нашли связь этого слова со словом победа (лат. victoria): Виктор от лат. Victor «победитель».

## Практическое применение
Исторически викторины применяются в качестве развлекательного времяпровождения соревновательного плана. С 1975 года викторины используются как игры в телевизионных программах для соревнований и получения призов. Также викторины повсеместно применяются для развлечений рекламного характера с целью привлечения аудитории товаров или событий. Кроме того, существуют примеры (IQ-тесты, обучающие викторины) использования ответов игроков для оценки знаний, исходя из сложности вопросов, скорости ответов, тематик и прочих направлений. 

## Телевизионные викторины
Большое количество телевизионных шоу заключаются в ответах на вопросы ведущего, при этом ответ ищут индивидуально («Своя игра», «Кто хочет стать миллионером?», «Поле чудес») или командой участников («Брэйн-ринг», «Что? Где? Когда?», «Сто к одному»).

## Онлайн-викторины
С появлением Интернета стало возможным создавать специализированные сайты-викторины, позволив викторине проходить в режиме реального времени. На некоторых из них предусмотрены денежные призы для победителей.
Помимо викторин-сайтов, можно поиграть онлайн и в jabber-чатах. Например, с ботом Quizer (викторина@conference.jabber.ru).
Многие тематические сайты размещают странички с викторинами, призванные развлекать посетителей и популяризовать направленность сайта. Участие в этих викторинах обычно бесплатное, а среди правильно ответивших могут разыгрываться призы.
С расцветом эры смартфонов, викторина стала доступна и там, позволяя играть в любом месте и в любое время.

## Интересные факты
Самая большая викторина, согласно книге рекордов Гиннесса, прошла в городе Майхар, в Индии 18 июня 2017 года. В ней приняли участие 4900 человек. До этого рекордной была викторина, прошедшая в городе Ананд 11 января 2016 года. Тогда в ней приняли участие 3832 человека. Ещё раньше, 11 декабря 2010 года, в Бельгийском городе Гент прошла викторина, в которой участвовали 2280 человек.